# Carter G. Woodson Regional Library

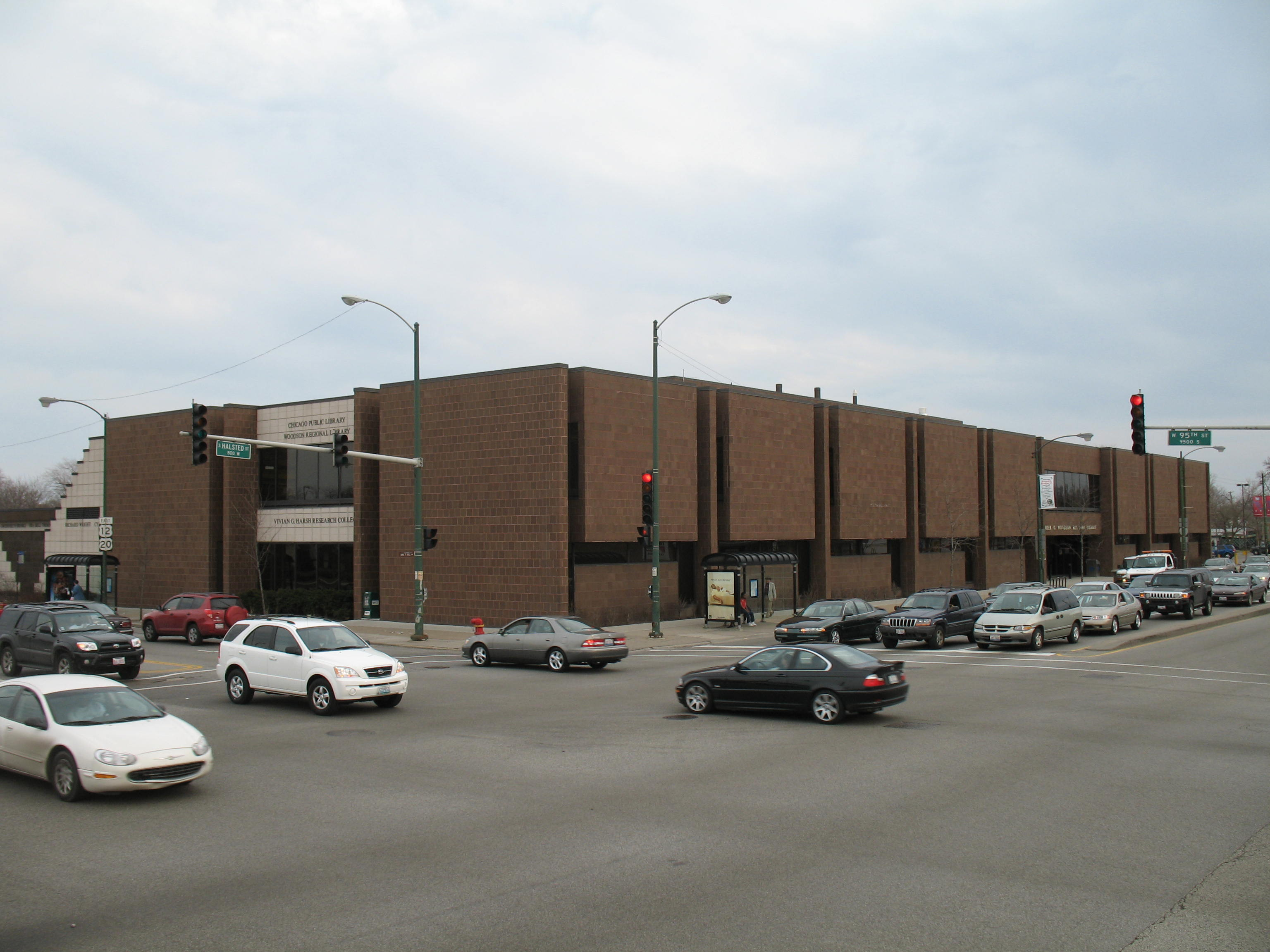
La Carter G. Woodson Regional Library.

La Carter G. Woodson Regional Library est l'une des deux bibliothèques régionales de la ville de Chicago (Illinois), siégeant en tant que principale bibliothèque du district sud (South District) du réseau de la Chicago Public Library (CPL). Elle est appelée en l'honneur de Carter Woodson, qui est le fondateur de l'Association for the Study of African American Life and History. La bibliothèque est située au 9525 South Halsted St, dans le secteur de Washington Heights.
Comme pour toutes les bibliothèques de la Chicago Public Library, la Carter G. Woodson Regional Library a un accès libre à internet.
Le bâtiment fut inauguré le 9 décembre 1975, et en plus de servir de bibliothèque, il est le foyer de la Collection de recherche de l'histoire afro-américaine de Vivian G. Harsh, qui a été lancé par Mme Harsh quand elle fut directrice de la succursale George Cleveland Hall de la Chicago Public Library. Le bâtiment a été élargi en 1988 pour fournir des équipements modernes pour la collection Harsh.